# Maxwell River
Der Maxwell River ist ein Fluss im Südwesten des australischen Bundesstaates Tasmanien. 

## Geografie

### Flusslauf
Der rund 39 Kilometer lange Maxwell River entspringt am River Peak South, der in der Prince of Wales Range im Zentrum des Franklin-Gordon-Wild-Rivers-Nationalparks liegt. Er fließt nach Süden und mündet westlich des Südendes der Prince of Wales Range in den Denison River.
Auf seinem gesamten Lauf durchfließt der Maxwell River unbesiedeltes Gebiet im Nationalpark.

### Nebenflüsse mit Mündungshöhen
Der Fluss hat folgende Nebenflüsse:
- Prince Rivulet – 200 m
- Lancelot Rivulet – 179 m